# Hartberg (stad)
Hartberg is een gemeente in de Oostenrijkse deelstaat Stiermarken, en maakt deel uit van het district Hartberg.
Hartberg telt 6449 inwoners (2014).
Bad Blumau · Bad Loipersdorf ·Bad Waltersdorf · Buch-St. Magdalena · Burgau · Dechantskirchen · Ebersdorf · Feistritztal · Friedberg · Fürstenfeld · Grafendorf bei Hartberg · Greinbach · Großsteinbach · Großwilfersdorf · Hartberg · Hartberg Umgebung · Hartl · Ilz · Kaindorf · Lafnitz ·  Neudau · Ottendorf an der Rittschein · Pinggau · Pöllau · Pöllauberg · Rohr bei Hartberg · Rohrbach an der Lafnitz · Sankt Jakob im Walde · Sankt Johann in der Haide · Sankt Lorenzen am Wechsel · Schäffern · Söchau · Stubenberg · Vorau · Waldbach · Wenigzell-Mönichwald
- Gemeinsame Normdatei: 4094764-6
- Library of Congress Control Number: n78054566
- MusicBrainz: 924ad6da-eb99-483c-9437-c46c350a6bf0
- Nationale Bibliotheek van Tsjechië: ge259806
- Nationale Bibliotheek van Israël: 987007545626705171
- Virtual International Authority File: 151250278
- WorldCat: E39PBJjCPbt8d9VVGfj3gYmDbd